# Иннокентий I (папа римский)
Инноке́нтий I (лат. Innocentius PP. I; ? — 12 марта 417) — епископ Рима с 22 декабря 401 года по 12 марта 417 года.

## Биография
По данным Liber Pontificalis, Иннокентий был родом из Альбано близ Рима и сыном человека по имени Иннокентий, однако его современник Иероним Стридонский называл его сыном предыдущего папы, Анастасия I (если так, то это уникальный случай, когда сын сменил отца на святом престоле).
Иннокентий I стремился укрепить положение епископа Рима в Западной Римской империи и авторитет Святого престола. Он активно позиционировал себя в качестве конечной инстанции для урегулирования всех церковных споров. Так, в 412 году написал покровительственное письмо Руфу, архиепископу Фессалоник; в 404 году — епископу Руана Виктрицию. Подобные письма были посланы епископу Тулузы Экзуперию, епископам Македонии, епископу Ночеры, епископам Британии.
Поддержал Иоанна Златоуста в конфликте с Феофилом Александрийским и императором Аркадием. Поддерживал Августина, епископа Гиппонского, против донатистов и в отношении пелагианства. Сохранились письма Иннокентия I. Вел переписку с Иеронимом Блаженным, Иоанном Златоустом и Иоанном, епископом Иерусалимским.
Во время взятия Рима Аларихом уехал с императором Гонорием в Равенну. По словам Созомена, выступал миротворцем между Гонорием и Аларихом. После разграбления готами Рима в нём уцелели лишь церковные здания.
Историк Зосима в своей «Новой истории» предполагал, что во время разграбления Рима Аларихом Иннокентий был готов разрешить частную практику язычества в качестве временной меры. Однако Зосима также предполагал, что эти уступки язычниками оказались бы невостребованными, поскольку, по его мнению, Рим к тому времени уже был успешно христианизирован.
Иннокентий I умер 12 марта 417 года, похоронен на кладбище Понциана на Портуэнской дороге. Его память отмечается 12 марта, хотя в XIII—XX веках она отмечалась 28 июля. Его преемником стал Зосима.